# 56-й истребительный авиационный полк
56-й истреби́тельный авиацио́нный Краснознамённый полк (56-й иап) — воинская часть Военно-Воздушных сил (ВВС) РККА, принимавшая участие в боевых действиях на Халхин-Голе и в Великой Отечественной войне.

## Наименования полка
- 56-й истребительный авиационный полк;
- 56-й истребительный авиационный Краснознамённый полк;
- Полевая почта 64347.

## Создание полка
27 июня 1939 года на основании приказа Начальника ВВС КА командир 54-й истребительной авиабригады ВВС Ленинградского Военного округа полковник А. С. Благовещенский приступил к формированию истребительного авиаполка, в который вошли управление, одна эскадрилья 44-го иап и одна аэ 32-го иап. В тот же день полк убыл в Москву. В период с 28 по 29 июня в Москве в состав полка включено по одной эскадрильи из 28-го иап ВВС Киевского Особого военного округа и 31-го иап ВВС Белорусского Особого военного округа. 29 июня полк специальным эшелоном убыл в Забайкальский военный округ. 8 июля 1939 года полк прибыл на аэродром 3-й разъезд Забайкальского военного округа. Получил наименование 56-й истребительный авиационный полк. В период с 8 июля 1939 года по 17 июля 1939 года полк доукомплектовывался самолётами.

## Расформирование полка
56-й истребительный авиационный Краснознамённый полк 20 марта 1947 года в связи с проводимыми сокращениями Вооружённых сил был расформирован в составе 279-й иад 14-й ВА Прикарпатского военного округа.

## В действующей армии
В составе действующей армии:
- с 7 июля 1944 года по 9 мая 1945 года.

## Командиры полка
- полковник Куцевалов, Тимофей Фёдорович, 05.1939 — 09.1939.
- майор Данилов Степан Павлович[3], 09.1939 — 1940.
- майор Баклагин Константин Константинович[4], 06.1941 — 09.1941.
- капитан Точков Николай Васильевич[4], 09.1941 — 01.1942.
- майор Филькин Иван Филиппович[4], 01.1942 — 05.1942.
- капитан Сидоренко Александр Варфоломеевич[4], 05.1942 — 06.1942.
- майор Сухачев Павел Петрович[4], 06.1942 — 03.1943.
- майор Любин Григорий Адамович[4], 03.1943 — 06.1943.
- майор, подполковник Тупало Емельян Ефимович[4], 06.1943 — 10.1945.

## В составе соединений и объединений
| Период        | Фронт (округ)               | армия                | корпус                                 | дивизия                                       | примечание                                   |
| ------------- | --------------------------- | -------------------- | -------------------------------------- | --------------------------------------------- | -------------------------------------------- |
| 27.06.1939 г. | Ленинградский военный округ | ВВС округа           |                                        | 54-я истребительная авиационная бригада       |                                              |
| 08.07.1939 г. | Забайкальский военный округ | ВВС округа           |                                        |                                               | 3-й разъезд                                  |
| 17.07.1939 г. | Забайкальский военный округ | ВВС округа           |                                        |                                               | 3-й разъезд, И-16, И-15бис и И-153           |
| 17.07.1939 г. | Забайкальский военный округ | ВВС округа           |                                        |                                               | 3-й разъезд, И-16, И-15бис и И-153           |
| 19.07.1939 г. | 1-я армейская группа РККА   | ВВС группы           |                                        |                                               | И-16, И-15бис и И-153                        |
| 21.10.1939 г. | Забайкальский военный округ | 17-я армия           | ВВС 17-й армии                         |                                               | И-16, И-15бис и И-153                        |
| 02.06.1941 г. | Забайкальский военный округ | ВВС округа           |                                        | 37-я истребительная авиационная дивизия       | И-16, И-15бис и И-153                        |
| 02.06.1942 г. | Забайкальский военный округ | ВВС округа           |                                        | 84-я смешанная авиационная дивизия            | И-16, И-15бис и И-153                        |
| 02.07.1942 г. | Забайкальский военный округ | 12-я воздушная армия |                                        | 246-я истребительная авиационная дивизия      | И-16, И-15бис и И-153                        |
| 18.07.1943 г. | Забайкальский военный округ | 12-я воздушная армия |                                        | 245-я истребительная авиационная дивизия      | И-16, И-15бис и И-153                        |
| 20.01.1944 г. | Харьковский военный округ   | ВВС округа           |                                        |                                               | без самолётов                                |
| 14.02.1944 г. | Харьковский военный округ   | ВВС округа           | 13-й истребительный авиационный корпус | 194-я истребительная авиационная дивизия      | Ла-5                                         |
| 17.06.1944 г. | Одесский военный округ      | ВВС округа           | 13-й истребительный авиационный корпус | 194-я истребительная авиационная дивизия      | Ла-5                                         |
| 07.07.1944 г. | 1-й Белорусский фронт       | 6-я воздушная армия  | 13-й истребительный авиационный корпус | 194-я истребительная авиационная дивизия      | Ла-5                                         |
| 14.07.1944 г. | 1-й Белорусский фронт       | 6-я воздушная армия  |                                        | 3-я гвардейская штурмовая авиационная дивизия | Ла-5                                         |
| 25.07.1944 г. | 1-й Белорусский фронт       | 6-я воздушная армия  | 13-й истребительный авиационный корпус | 194-я истребительная авиационная дивизия      | Ла-5                                         |
| 01.08.1944 г. | 1-й Белорусский фронт       | 16-я воздушная армия | 13-й истребительный авиационный корпус | 194-я истребительная авиационная дивизия      | Боевой работы не вёл, Ла-5                   |
| 07.09.1944 г. | 3-й Украинский фронт        | 17-я воздушная армия |                                        | 194-я истребительная авиационная дивизия      | До января 1945 г. боевой работы не вёл, Ла-5 |
| 01.01.1945 г. | 3-й Украинский фронт        | 17-я воздушная армия |                                        | 194-я истребительная авиационная дивизия      | Ла-5                                         |
| 01.04.1945 г. | 3-й Украинский фронт        | 17-я воздушная армия |                                        | 194-я истребительная авиационная дивизия      | Ла-7                                         |
| 09.05.1945 г. | 3-й Украинский фронт        | 17-я воздушная армия |                                        | 194-я истребительная авиационная дивизия      | Ла-7                                         |
| 10.06.1945 г. | Южная группа войск          | 17-я воздушная армия |                                        | 194-я истребительная авиационная дивизия      | Ла-7                                         |
| 10.11.1945 г. | Одесский военный округ      | 5-я воздушная армия  |                                        | 194-я истребительная авиационная дивизия      | Ла-7                                         |
| 30.01.1946 г. | Прикарпатский военный округ | 14-я воздушная армия |                                        | 279-я истребительная авиационная дивизия      | Ла-7                                         |
| 20.03.1947 г. | Прикарпатский военный округ | 14-я воздушная армия |                                        | 279-я истребительная авиационная дивизия      | расформирован                                |

## Первые известные воздушные победы полка
Первые известные воздушные победы полка в Отечественной войне одержаны 20 июля 1944 года: старший лейтенант Дунаев Г. И. и старшина Линник Н. М. в воздушном бою в районе юго-восточнее Бережцы сбили 2 немецких истребителя FW-190
| И-15 бис | И-153 | И-16 |

## Участие в сражениях и битвах
- Белорусская операция «Багратион» — с 7 июля 1944 года по 29 августа 1944 года.
- Люблин-Брестская операция — с 18 июля 1944 года по 2 августа 1944 года.
- Будапештская операция — с 29 октября 1944 года по 13 февраля 1945 года.
- Балатонская оборонительная операция — с 6 марта 1945 года по 15 марта 1945 года.
- Венская наступательная операция — с 16 марта 1945 года по 15 апреля 1945 года.

## Награды
56-й истребительный авиационный полк за доблесть и мужество, проявленные личным составом при выполнении боевых заданий Правительства, Указом Президиума Верховного Совета СССР от 17 ноября 1939 года награждён орденом Красного Знамени.

## Герои Советского Союза и России
- Егоров Пётр Дмитриевич, лётчик полка в период Боёв на Халкин-Голе, полковник в отставке, Указом Президента России 14 апреля 1995 года удостоен звания Героя России. Золотая Звезда Героя России № 144.
- Данилов Степан Павлович, майор, командир 56-го истребительного авиационного полка, Указом Президиума Верховного Совета СССР 17 ноября 1939 года удостоен звания Героя Советского Союза. Золотая Звезда № 168.
- Кустов Виктор Павлович, капитан, командир эскадрильи 56-го истребительного авиационного полка, Указом Президиума Верховного Совета СССР 29 августа 1939 года удостоен звания Героя Советского Союза (посмертно).
- Куцевалов, Тимофей Фёдорович, полковник, командир 56-го истребительного авиационного полка, Указом Президиума Верховного Совета СССР 17 ноября 1939 года удостоен звания Героя Советского Союза. Золотая Звезда № 178.
- Мошин Александр Фёдорович, лейтенант, лётчик 56-го истребительного авиационного полка, Указом Президиума Верховного Совета СССР 29 августа 1939 года удостоен звания Героя Советского Союза. Золотая Звезда № 145.

## Благодарности Верховного Главнокомандования

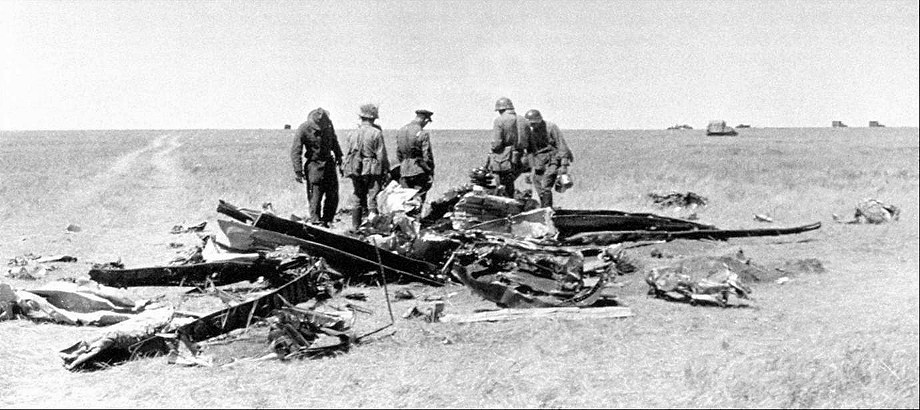
Сбитый японский самолёт

Верховным Главнокомандующим объявлены благодарности полку в составе 194-й иад:
- За овладение городом Будапешт[5].
- За овладение городами Секешфехервар и Веспрем[6].
- За овладение городами Чорно и Шарвар[7].
- За овладение городами Залаэгерсегом и Кестелем[8].
- За овладение городами Вашвар и Керменд[9].
- За овладение городом Надьканижа[10].
- За овладение городом Вена[11].

## Статистика боевых действий
За годы Великой Отечественной войны полком:
| Выполнено боевых вылетов | Сбито самолётов противника в воздухе | Сбито самолётов противника всего |
| ------------------------ | ------------------------------------ | -------------------------------- |
| 1671                     | 43                                   | 47                               |

Свои потери:
| Потеряно самолётов, всего | Погибло лётчиков всего |
| ------------------------- | ---------------------- |
| 27                        | 17                     |

В боях на Халкин-Голе полком:
| Выполнено боевых вылетов | Проведено воздушных боёв (групповых/индивидуальных) | Сбито самолётов противника | Погибло лётчиков в воздушных боях | Потеряно самолётов     |
| ------------------------ | --------------------------------------------------- | -------------------------- | --------------------------------- | ---------------------- |
| 4737                     | 38/1079                                             | 153                        | 13                                | 25 (15 И-16, 10 И-153) |

## Самолёты на вооружении
| Период      | Самолёты |
| ----------- | -------- |
| 1939 — 1944 | И-16     |
| 1939 — 1944 | И-15     |
| 1939 — 1943 | И-153    |
| 1944 — 1944 | Ла-5     |
| 1944 — 1945 | Ла-5     |
| 1945 — 1947 | Ла-7     |

| Ла-7 | Ла-5 |  |

## Базирование
| Период            | Аэродромы               |
| ----------------- | ----------------------- |
| 07.1945 — 10.1945 | Брашов Румыния          |
| 10.1945 — 03.1947 | Луцк, Волынская область |